# کوئینتا برانسون
کوئینتا برانسون (‎/ˈkwɪntə/‎؛ انگلیسی: Quinta Brunson؛ زادهٔ ۲۱ دسامبر ۱۹۸۹) بازیگر، کمدین، نویسنده و تهیه‌کنندهٔ اهل ایالات متحده آمریکا است. او بیشتر به خاطر خلق، تهیه‌کنندگی اجرایی و نویسندگی مشترک مجموعهٔ کمدی مدرسه ابتدایی ابوت محصول شبکهٔ ای‌بی‌سی (۲۰۲۱–اکنون) شناخته می‌شود که در آن، نقش جنین تیگز، معلم کلاس دوم ابتدایی را ایفا می‌کند. برانسون در سال ۲۰۱۴ با مجموعهٔ ویدئویی تولیدشده توسط خودش در اینستاگرام با عنوان دختری که هرگز قرار عاشقانهٔ خوبی نداشته به شهرت رسید. او سپس به ساخت و بازی در ویدئوهایی برای بازفید ویدئو پرداخت و دو مجموعهٔ اینترنتی را با همکاری بازفید موشن پیکچرز توسعه داد.
در هفتاد و چهارمین جوایز امی ساعات پربیننده، کوئینتا برانسون به نخستین زن سیاه‌پوست تبدیل شد که در یک سال، سه بار در بخش کمدی نامزد دریافت جایزه شد. او برای نویسندگی برجسته در یک مجموعهٔ کمدی (که موفق به کسب آن شد)، تهیه‌کنندگی اجرایی در بخش مجموعهٔ کمدی برجسته، و بازی در نقش اصلی زن در یک مجموعهٔ کمدی نامزد دریافت جایزه شد. در هفتاد و پنجمین دورهٔ این جوایز، برانسون به نخستین زن سیاه‌پوستی تبدیل شد که پس از بیش از ۴۰ سال، برندهٔ جایزهٔ بازیگر نقش اول زن در مجموعهٔ کمدی شد. او همچنین در سال ۲۰۲۲ به خاطر فعالیتش در مجموعهٔ مدرسه ابتدایی ابوت موفق به دریافت جایزه پیبادی شد و نامش در فهرست ۱۰۰ فرد تأثیرگذار سال ۲۰۲۲ مجله تایم قرار گرفت.
برانسون در مجموعه‌های تلویزیونی آی‌زامبی، والدین مجرد و معجزه‌گران ایفای نقش کرده است؛ همچنین صداپیشگی شخصیت‌هایی را در مجموعه‌های انیمیشنی Lazor Wulf و جوخهٔ دوستی دختر جادویی برعهده داشته است. او همچنین در فصل نخست مجموعهٔ کمدی شبکهٔ اچ‌بی‌او با عنوان نمایش اسکچ بانویی سیاه‌پوست نقش‌آفرینی کرده است.